# Бойківська селищна рада
Бойківська селищна рада — адміністративно-територіальна одиниця та орган місцевого самоврядування в Бойківському районі Донецької області. Адміністративний центр — селище міського типу Бойківське.

## Загальні відомості
- Населення ради: 5 484 особи (станом на 2001 рік)

## Населені пункти
Селищній раді підпорядковані населені пункти:
- смт Бойківське
- с. Зернове

## Склад ради
Рада складається з 30 депутатів та голови.
- Голова ради: Алексєєнко Сергій Валентинович
- Секретар ради: Юнусова Галина Іллівна

### Керівний склад попередніх скликань
| Прізвище, ім'я, по батькові    | Основні відомості                                                                      | Дата обрання | Дата звільнення |
| ------------------------------ | -------------------------------------------------------------------------------------- | ------------ | --------------- |
| Алексєєнко Сергій Валентинович | Селищний голова, 1962 року народження, освіта вища, член Соціалістичної партії України | 26.03.2006   | 31.10.2010      |
| Алексєєнко Сергій Валентинович | Селищний голова, 1962 року народження, освіта вища, член Партії регіонів               | 31.10.2010   |                 |

Примітка: таблиця складена за даними сайту Верховної Ради України

### Депутати
За результатами місцевих виборів 2010 року депутатами ради стали:

#### За суб'єктами висування
| Суб'єкт висування                                       | Кількість обраних депутатів | %    |
| ------------------------------------------------------- | --------------------------- | ---- |
| Партія регіонів                                         | 17                          | 56,7 |
| Політична партія «Сильна Україна»                       | 6                           | 20   |
| Самовисування                                           | 4                           | 13,3 |
| Політична партія Всеукраїнське об'єднання «Батьківщина» | 2                           | 6,7  |
| Комуністична партія України                             | 1                           | 3,3  |

#### За округами
| № округу                                                | Прізвище, ім'я, по батькові     | Дата визнання обраним | Освіта  | Партійна приналежність                        | Відомості про обраного депутата                               |
| ------------------------------------------------------- | ------------------------------- | --------------------- | ------- | --------------------------------------------- | ------------------------------------------------------------- |
| Комуністична партія України                             |                                 |                       |         |                                               |                                                               |
| 7                                                       | Квасюк Станіслав Сільвестрович  | 01.11.2010            | вища    | позапартійний                                 | пенсіонер                                                     |
| Партія регіонів                                         |                                 |                       |         |                                               |                                                               |
| 2                                                       | Хома Володимир Адамович         | 01.11.2010            | вища    | член Партії регіонів                          | приватний підприємець                                         |
| 3                                                       | Прилуцька Наталя Анатоліївна    | 01.11.2010            | вища    | член Партії регіонів                          | Тельманівський НВК, вчитель                                   |
| 6                                                       | Зуєк Людмила Володимирівна      | 01.11.2010            | вища    | член Партії регіонів                          | дошкільний навчальний заклад «Катруся», методист              |
| 8                                                       | Пташка Світлана Іванівна        | 01.11.2010            | вища    | член Партії регіонів                          | тимчасово не працює                                           |
| 9                                                       | Щетиніна Вікторія Юріївна       | 01.11.2010            | вища    | член Партії регіонів                          | тимчасово не працює                                           |
| 10                                                      | Тітов Олександр Миколайович     | 01.11.2010            | вища    | член Партії регіонів                          | приватний підприємець                                         |
| 11                                                      | Верьовкін Володимир Миколайович | 01.11.2010            | вища    | член Партії регіонів                          | Страхова компанія «Провідна», начальник                       |
| 12                                                      | Білявський Євген Андрійович     | 01.11.2010            | вища    | член Партії регіонів                          | ВО «Новоазовськтепломережа», начальник                        |
| 13                                                      | Коновалова Ірина Миколаївна     | 01.11.2010            | вища    | член Партії регіонів                          | Тельманівська ЦРЛ, старша медсестра                           |
| 15                                                      | Зубач Наталя Володимирівна      | 01.11.2010            | вища    | член Партії регіонів                          | Газета «Нова Нива», кореспондент                              |
| 17                                                      | Коробко Олексій Семенович       | 01.11.2010            | вища    | член Партії регіонів                          | Тельманівський держлісгосп, головний лісничий                 |
| 22                                                      | Ушкало Олександр Васильович     | 01.11.2010            | вища    | член Партії регіонів                          | Гранітнеський ліцей, викладач                                 |
| 26                                                      | Сіплівих Віра Петрівна          | 01.11.2010            | вища    | член Партії регіонів                          | пенсіонер                                                     |
| 27                                                      | Стефанішина Надія Іванівна      | 01.11.2010            | середня | член Партії регіонів                          | пенсіонер                                                     |
| 28                                                      | Соколовська Наталя Василівна    | 01.11.2010            | вища    | член Партії регіонів                          | Тельманівська центральна бібліотека для дорослих, завідувачка |
| 29                                                      | Прилуцький Геннадій Федорович   | 01.11.2010            | вища    | член Партії регіонів                          | СТОВ «Нива», бригадир тракторної бригади                      |
| 30                                                      | Козак Андрій Онуфрійович        | 01.11.2010            | вища    | член Партії регіонів                          | пенсіонер                                                     |
| Політична партія Всеукраїнське об'єднання «Батьківщина» |                                 |                       |         |                                               |                                                               |
| 19                                                      | Тимошенко Валентина Василівна   | 01.11.2010            | вища    | член Всеукраїнського об'єднання «Батьківщина» | пенсіонер                                                     |
| 25                                                      | Дорошенко Лариса Володимирівна  | 01.11.2010            | вища    | член Всеукраїнського об'єднання «Батьківщина» | Тельманівська дільниця КП "Компанія «Вода Донбасу», контролер |
| Політична партія «Сильна Україна»                       |                                 |                       |         |                                               |                                                               |
| 1                                                       | Шелудько Андрій Володимирович   | 01.11.2010            | вища    | позапартійний                                 | приватний підприємець                                         |
| 4                                                       | Абдулкерімова Олена Вікторівна  | 01.11.2010            | вища    | позапартійна                                  | Тельманівська селищна рада, інспектор                         |
| 14                                                      | Косарич Михайло Васильович      | 01.11.2010            | вища    | член Політичної партії «Сильна Україна»       | Шевченківська загальноосвітня школа, вчитель                  |
| 16                                                      | Барбар Світлана Миколаївна      | 01.11.2010            | вища    | член Партії регіонів                          | дошкільний навчальний заклад «Катруся», завідувач             |
| 20                                                      | Швец Інна Миколаївна            | 01.11.2010            | вища    | позапартійна                                  | приватний підприємець                                         |
| 24                                                      | Євенко Світлана Миколаївна      | 01.11.2010            | вища    | позапартійна                                  | Тельманівський центр зайнятості, юрист                        |
| Самовисування                                           |                                 |                       |         |                                               |                                                               |
| 5                                                       | Юнусова Галина Іллівна          | 01.11.2010            | вища    | позапартійна                                  | Тельманівська селищна рада, секретар                          |
| 18                                                      | Плотникова Тетяна Станіславівна | 01.11.2010            | вища    | позапартійна                                  | Тельманівський відділ освіти, бухгалтер                       |
| 21                                                      | Лупач Наталя Іванівна           | 01.11.2010            | вища    | член Партії регіонів                          | Тельманівська санепідемстанція, головний бухгалтер            |
| 23                                                      | Тарадуда Олег Володимирович     | 01.11.2010            | вища    | позапартійний                                 | підприємець                                                   |